# Stazione di Sutton
La Sutton railway station è una stazione ferroviaria, aperta il 30 luglio 1846, costruita nella cittadina di Sutton, situata nella contea di Dublino, in Irlanda. Alla stazione, dotata di due binari e attraversata della sola linea chiamata Trans-Dublin della Dublin Area Rapid Transit si può anche arrivare da Baldoyle. Si trova lungo la strada che costeggia il lungomare e che porta da Sutton a Baldoyle e, con più precisione, di fronte al campo da golf di Sutton. L'Howth tram, una vecchia linea tramviaria aveva in questa stazione un suo capolinea (l'altro era la stazione di Howth).

## Servizi
- Servizi igienici
- Capolinea autolinee
- Biglietteria a sportello
- Biglietteria self-service
- Distribuzione automatica cibi e bevande